# Ivanjski krijesovi
Ivanjski krijesovi ili baklje ivanjske običaj su paljenja vatre uvečer 23. lipnja, uoči svetkovine rođenja sv. Ivana Krstitelja, kao dio pučkih proslava Ivanja. Večer u kojoj se pale krijesovi naziva se Ivanjska noć.
Temelji se na pretkršćanskom narodnom običaju koji pripada ciklusu običaja vezanih uz zimski i ljetni suncostaj, te proljetnu i jesensku ravnodnevicu. Ivanjski krijesovi vezani su uz žetvene običaje i početak ljeta.
Od starine ovi se običaji vežu uz 24. lipnja, kad je padao ljetni suncostaj, te je to bio najduži dan u godini. Kako je julijanski kalendar (365,2500 dana) bio nešto duži od tropske godine (365,2422 dana), astronomski se suncostaj pomicao svakog stoljeća za otprilike tri dana, što je zaustavljeno reformom kalendara pape Grgura XIII. i prihvaćanjem gregorijanskog kalendara. Otada ljetni suncostaj pada oko 21. lipnja. Ivanjske su svečanosti ipak u mnogim dijelovima Europe ostale vezane uz svetkovinu rođenja sv. Ivana Krstitelja.

## Povijest
Od neolitika ljetni suncostaj kroz mnoga je stoljeća ostao važan trenutak godišnjeg ciklusa, a slavlja su se održavala u predvečerje, što se smatralo stvarnim početkom dana. U mnogim su se poganskim religijama tog dana prinosile žrtve, koje su kasnije ponekad vezane uz žetvu.
U 7. stoljeću sv. Eligije (umro 659. ili 660. godine) opominje tek pokrštene stanovnike Flandrije protiv sudjelovanja u poganskim svečanostima suncostaja. U njegovu životopisu zapisane su ove Eligijeve riječi:
Kasnije su se ovi narodni, nekoć poganski običaji, povezali s blagdanom rođenja sv. Ivana Krstitelja, kojemu je dan i najviši mogući liturgijski stupanj, a time i naročita važnost u ciklusu liturgijske godine.
U narodnom vjerovanju širom Europe vladalo je uvjerenje da biljke koje bi bile prikupljene o ivanjskoj noći imaju čudesna ili ljekovita svojstva. Paljeni su krijesovi, a vjerovalo se da oni štite od zlih duhova za koje se mislilo da slobodno lutaju uokolo dok se sunce opet vraćalo na jug. U kasnijem se razdoblju držalo i da se vještice te noći okupljaju kako bi se sastale sa zlim silama. Tako su krijesovi imali zaštiti ljude, stoku i urod od svih nedaća.
U slavenskim narodima ivanjski su običaji vezani uz vodu, plodnost i obredno čišćenje. Obično su djevojke bacale cvjetne vijence u vodu i prema načinu kako plutaju proricale budućnost, mladi su parovi preskakivali krijesove.
Na Pirenejima se održavaju Festivali vatre ljetnog suncostaja.

## Ivanjski krijesovi u Hrvatskoj
U svim hrvatskim krajevima postojali su ivanjski običaji, najčešće vezani uz paljenje ivanjskih krijesova, što se u mnogim područjima zadržalo i do današnjeg dana. Pritom se skuplja granje koje se onda zapali, a djeca i mladi ga preskaču. Često se takvi krijesovi pale na bregovima ili uz obale rijeka kako bi ih se moglo vidjeti iz što veće udaljenosti. U Pokuplju se osobito sačuvao običaj njihova paljenja uz obalu Kupe, a slično je i na obalama Cetine u Dalmaciji.
Posebne manifestacije pod nazivom „Ivanjski krijesovi“ održavaju se u Požegi, Karlovcu, Đakovu, Donjoj Stubici, Lukavcu, Špišić Bukovici, Krnjaku i drugdje. U zagrebačkoj Dubravi održava se „Ivanje u Dubravi”, s paljenjem krijesa i glazbenim programom.

## U književnosti
Uz ivanjske običaje vezana je komedija Williama Shakespearea „San Ivanjske noći“ (A Midsummer Night's Dream, 1594.).